# Triumph (band)

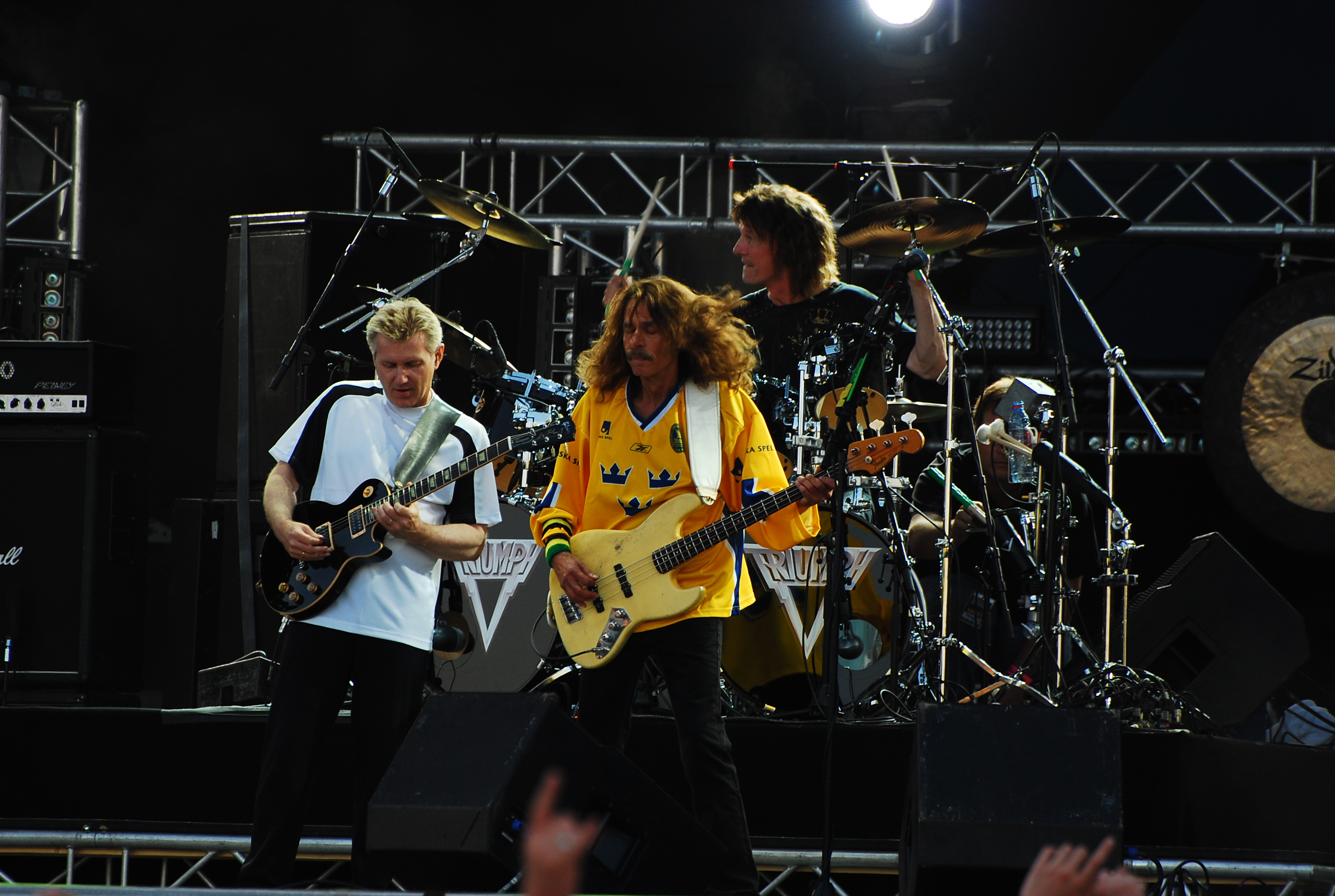
Triumph in 2008

Triumph was een hardrock- en AOR-band  uit Canada, die bestond uit gitaar-virtuoos Rik Emmett, drummer Gil Moore en bassist-toetsenist Mike Levine.

## Biografie
De band werd in 1975 opgericht. In de jaren zeventig en tachtig was de band zeer succesvol. Eind jaren tachtig verliet Rik Emmett de band, om een solocarrière te starten. Dit betekende tevens het eind van de band.
Emmett en Moore namen beiden de leadzang voor hun rekening. Moore was tevens degene die de lichtshows en vuurwerk organiseerde. De band stond erom bekend indrukwekkende lichtshows te hebben.
In 1993 kwam de band nog eenmaal terug met een studioplaat, ditmaal met gitaristen Phil X. en Malcolm Mladen.

## Discografie
| Jaar | Album                                                 |
| ---- | ----------------------------------------------------- |
| 1976 | In the Beginning                                      |
| 1977 | Rock and Roll Machine                                 |
| 1979 | Just a Game                                           |
| 1979 | Progressions of Power                                 |
| 1981 | Allied Forces                                         |
| 1983 | Never Surrender                                       |
| 1984 | Thunder Seven                                         |
| 1986 | Stages (live 1981 & 1985)                             |
| 1986 | The Sport of Kings                                    |
| 1987 | Surveillance                                          |
| 1989 | Classics (compilatie)                                 |
| 1993 | Edge of Excess                                        |
| 1996 | King Biscuit Flower Hour Presents Triumph (live 1981) |
| 2003 | Live at the US Festival (live 1983)                   |
| 2006 | We Live for the Weekend (compilatie)                  |

## Video's en dvd's
| Jaar | Album                   |
| ---- | ----------------------- |
| 2003 | Live at the US Festival |
| 2004 | A Night of Triumph Live |